# Hirakud
Hirakud è una città dell'India di 26.397 abitanti, situata nel distretto di Sambalpur, nello stato federato dell'Orissa. La città si trova a circa 15 km dal capoluogo e a breve distanza dalla diga di Hirakud.
In base al numero di abitanti la città rientra nella classe III (da 20.000 a 49.999 persone).

## Geografia fisica
La città è situata a 21° 31' 0 N e 83° 52' 0 E e ha un'altitudine di 159 m s.l.m..

## Società

### Evoluzione demografica
Al censimento del 2001 la popolazione di Hirakud assommava a 26.397 persone, delle quali 13.752 maschi e 12.645 femmine. I bambini di età inferiore o uguale ai sei anni assommavano a 3.159, dei quali 1.597 maschi e 1.562 femmine. Infine, coloro che erano in grado di saper almeno leggere e scrivere erano 18.385, dei quali 10.780 maschi e 7.605 femmine.